# Lemmecourt
Lemmecourt és un municipi francès, situat al departament dels Vosges i a la regió del Gran Est. L'any 2007 tenia 28 habitants.

## Demografia

### Població
El 2007 la població de fet de Lemmecourt era de 28 persones. Hi havia 12 famílies, de les quals 4 eren unipersonals (4 homes vivint sols), 4 parelles sense fills i 4 parelles amb fills.
La població ha evolucionat segons el següent gràfic:
Habitants censats

### Habitatges
El 2007 hi havia 15 habitatges, 13 eren l'habitatge principal de la família i 2 estaven desocupats. Tots els 15 habitatges eren cases. Dels 13 habitatges principals, 11 estaven ocupats pels seus propietaris, 1 estava llogat i ocupat pels llogaters i 1 estava cedit a títol gratuït; 3 tenien tres cambres, 5 en tenien quatre i 5 en tenien cinc o més. 9 habitatges disposaven pel capbaix d'una plaça de pàrquing. A 5 habitatges hi havia un automòbil i a 6 n'hi havia dos o més.

### Piràmide de població
La piràmide de població per edats i sexe el 2009 era:
| Homes | Edats   | Dones |
| ----- | ------- | ----- |
| 0     | 95 o +  | 0     |
| 0     | 90 a 94 | 0     |
| 0     | 85 a 89 | 0     |
| 0     | 80 a 84 | 0     |
| 0     | 75 a 79 | 0     |
| 0     | 70 a 74 | 0     |
| 0     | 65 a 69 | 0     |
| 0     | 60 a 64 | 8     |
| 4     | 55 a 59 | 0     |
| 0     | 50 a 54 | 0     |
| 4     | 45 a 49 | 4     |
| 0     | 40 a 44 | 0     |
| 4     | 35 a 39 | 4     |
| 0     | 30 a 34 | 0     |
| 0     | 25 a 29 | 0     |
| 0     | 20 a 24 | 0     |
| 0     | 15 a 19 | 0     |
| 4     | 10 a 14 | 4     |
| 0     | 5 a 9   | 0     |
| 0     | 0 a 4   | 0     |

## Economia
El 2007 la població en edat de treballar era de 20 persones, 15 eren actives i 5 eren inactives. Les 15 persones actives estaven ocupades(10 homes i 5 dones).. De les 5 persones inactives 1 estava jubilada, 3 estaven estudiant i 1 estava classificada com a «altres inactius».
Activitats econòmiques
L'any 2000 a Lemmecourt hi havia 4 explotacions agrícoles.

## Poblacions més properes
El següent diagrama mostra les poblacions més properes.